# Нью-Гоуп (Кентуккі)
Нью-Гоуп (англ. New Hope) — переписна місцевість (CDP) в США, в окрузі Нелсон штату Кентуккі. Населення — 139 осіб (2020).

## Географія
Нью-Гоуп розташований за координатами 37°37′34″ пн. ш. 85°30′14″ зх. д. / 37.62611° пн. ш. 85.50389° зх. д. (37.626050, -85.503954).  За даними Бюро перепису населення США в 2010 році переписна місцевість мала площу 1,61 км², з яких 1,60 км² — суходіл та 0,01 км² — водойми.

## Демографія
Згідно з переписом 2010 року, у переписній місцевості мешкало 129 осіб у 56 домогосподарствах у складі 43 родин. Густота населення становила 80 осіб/км².  Було 62 помешкання (38/км²).
Расовий склад населення:
| - 99,2 % — білих - 0,8 % — корінних американців |

До двох чи більше рас належало 0,0 %. Частка іспаномовних становила 0,8 % від усіх жителів.
За віковим діапазоном населення розподілялося таким чином: 19,4 % — особи молодші 18 років, 72,8 % — особи у віці 18—64 років, 7,8 % — особи у віці 65 років та старші. Медіана віку мешканця становила 39,8 року. На 100 осіб жіночої статі у переписній місцевості припадало 101,6 чоловіків;  на 100 жінок у віці від 18 років та старших — 108,0 чоловіків також старших 18 років.
Середній дохід на одне домашнє господарство  становив 33 023 долари США (медіана — 34 000), а середній дохід на одну сім'ю — 42 374 долари (медіана — 40 759). За межею бідності перебувало 26,1 % осіб, у тому числі 58,1 % дітей у віці до 18 років та 100,0 % осіб у віці 65 років та старших.
Цивільне працевлаштоване населення становило 64 особи. Основні галузі зайнятості: роздрібна торгівля — 53,1 %, виробництво — 35,9 %.